# فرانک بومن
فرانک بومن (انگلیسی: Frank Bowman؛ زادهٔ ۱۹ دسامبر ۱۹۴۴) یک فرد نظامی اهل ایالات متحده آمریکا است. وی برنده جوایزی همچون نشان شوالیه ملی لیاقت شده است.